# Korsun-Schewtschenkiwskyj
Korsun-Schewtschenkiwskyj (ukrainisch Корсунь-Шевченківський – bis 1944 Korsun; russisch Корсунь-Шевченковский Korsun-Schewtschenkowski, polnisch Korsuń) ist eine Stadt in der zentralukrainischen Oblast Tscherkassy mit etwa 18.200 (2017) Einwohnern und war bis Juli 2020 das Zentrum des gleichnamigen Rajons Korsun-Schewtschenkiwskyj.
Korsun ist eine der ältesten Städte der Ukraine und liegt am Fluss Ros etwa 70 km westlich von Tscherkassy.

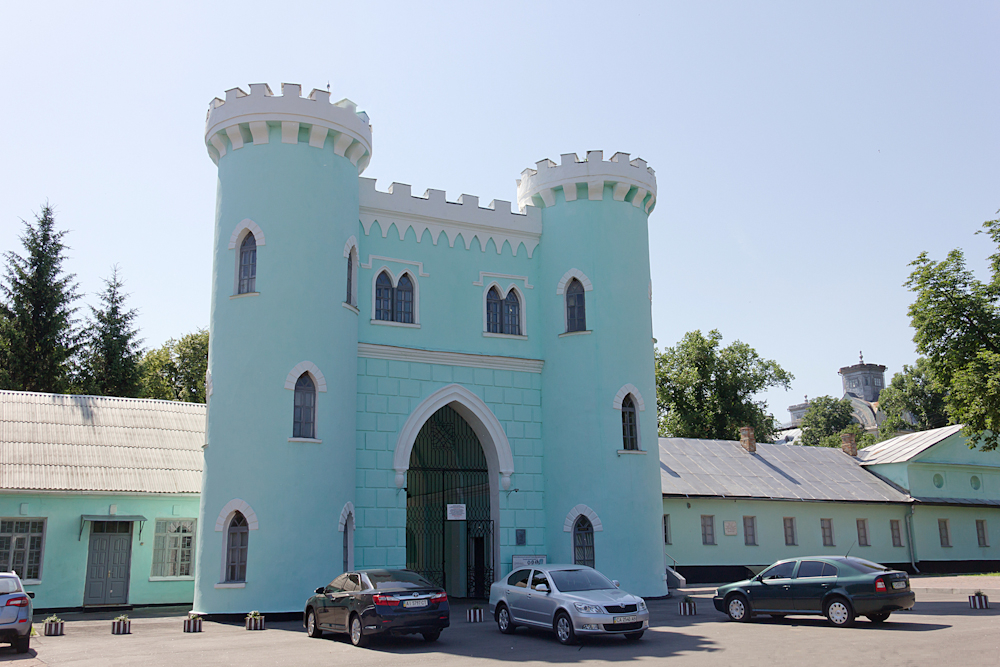
Tor der Burg Korsun von 1765

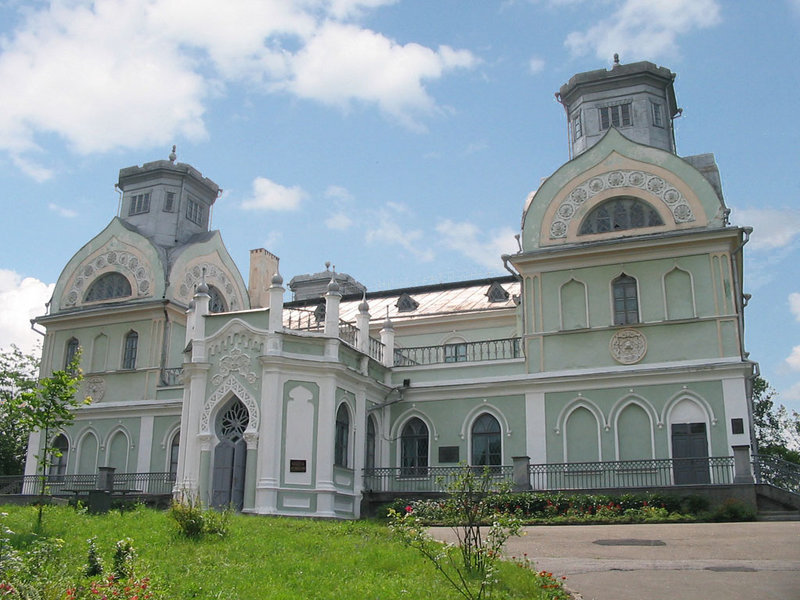
Poniatowski-Palast von 1789

Der Name der Stadt geht auf die antike, auf der Krim gelegene, griechisch-byzantinische Stadt Chersones (Korsun in altrussisch) zurück, aus der die ersten Bewohner der Stadt stammten.
Zu Ehren des ukrainischen Nationaldichter Taras Schewtschenko wurde die Stadt 1944 in Korsun-Schewtschenkiwskyj umbenannt.

## Geschichte
Die Festung Korsun wurde 1032 vom Kiewer Großfürsten Jaroslaw dem Weisen gegründet und diente dem Schutz von Kiew vor Nomaden aus den südlichen Steppen. 1240 wurde die Stadt durch die Tataren unter Batu Khan zerstört. Die Stadt wurde unter der Herrschaft Polen-Litauens 1585 wieder aufgebaut und erhielt das Magdeburger Stadtrecht. Seit der Zweiten polnischen Teilung 1793 gehörte Korsun zum Russischen Reich.
Korsun war mehrfach Schauplatz militärischer Auseinandersetzungen. So fand 1648 eine Schlacht des Kosakenaufstands unter Bohdan Chmelnyzkyj und im Zweiten Weltkrieg eine große Einkesselungsoperation der Roten Armee bei Korsun statt. Letzterer Operation ist das Museum zum Kessel von Korsun im Poniatowski-Palast gewidmet.
Am 14. Februar 1944 wurde Korsun durch sowjetische Truppen von der Besatzung der deutschen Wehrmacht befreit. Seit dem Zerfall der Sowjetunion 1991 ist Korsun Teil der unabhängigen Ukraine.
Siehe auch: Geschichte der Ukraine, Geschichte Litauens, Geschichte Polens

## Verwaltungsgliederung
Am 12. Juni 2020 wurde die Stadt zum Zentrum der neugegründeten Stadtgemeinde Korsun-Schewtschenkiwskyj (ukrainisch Корсунь-Шевченківська міська громада/Korsun-Schewtschenkiwska miska hromada), zu dieser zählen auch die 8 in der untenstehenden Tabelle aufgelisteten Dörfer sowie die 2 Ansiedlungen Berljutyne und Selena Dibrowa, bis dahin bildete sie zusammen mit dem Dorf Harbusyn und Samoridnja die gleichnamige Stadtratsgemeinde Korsun-Schewtschenkiwskyj (Корсунь-Шевченківська міська рада/Korsun-Schewtschenkiwska miska rada) im Zentrum des Rajons Korsun-Schewtschenkiwskyj.
Am 17. Juli 2020 kam es im Zuge einer großen Rajonsreform zum Anschluss des Rajonsgebietes an den Rajon Tscherkassy.
Folgende Orte sind neben dem Hauptort Korsun-Schewtschenkiwskyj Teil der Gemeinde:
| Name                     | Name           | Name                                |
| ukrainisch transkribiert | ukrainisch     | russisch                            |
| ------------------------ | -------------- | ----------------------------------- |
| Berljutyne               | Берлютине      | Берлютино (Berljutino)              |
| Harbusyn                 | Гарбузин       | Гарбузин (Garbusin)                 |
| Morynzi                  | Моринці        | Моринцы (Morinzy)                   |
| Nechworoschtsch          | Нехворощ       | Нехворощ                            |
| Pischky                  | Пішки          | Пешки (Peschki)                     |
| Samoridnja               | Саморідня      | Самородня (Samorodnja)              |
| Selena Dibrowa           | Зелена Діброва | Зелёная Диброва (Seljonaja Dibrowa) |
| Sotnyky                  | Сотники        | Сотники (Sotniki)                   |
| Sytnyky                  | Ситники        | Ситники (Sitniki)                   |
| Wyhrajiw                 | Виграїв        | Выграев (Wygrajew)                  |

## Bevölkerung
| 1959   | 1970   | 1979   | 1989   | 2001   | 2005   | 2017   |
| ------ | ------ | ------ | ------ | ------ | ------ | ------ |
| 11.517 | 16.752 | 19.748 | 22.762 | 19.311 | 18.966 | 18.192 |

Quellen: 1959;
1970;
1979;
1989–2017

## Söhne und Töchter der Stadt
- Olga Petit (1870–1966), die erste Frau, die in Frankreich als Rechtsanwältin zugelassen wurde
- Anatolij Chorosow (1924–2011), ukrainischer Eishockeyfunktionär

## Städtepartnerschaften
- Gifhorn, Deutschland[7]

## Sehenswürdigkeiten
- Korsun-Park